# Just One of the Guys
Just One of the Guys es una película de 1985 dirigida por Lisa Gottlieb. Comercializada con el eslogan "Terri Griffith está a punto de ir donde ninguna mujer ha ido antes", fue clasificada en el número 48 en la lista de Entertainment Weekly en "50 Mejores Películas de Secundaria."

## Sinopsis
Terry está determinada a ganar el concurso de escritura de la escuela para demostrar que una chica bonita puede ser capaz e inteligente. Para que la tomen en serio se viste como un chico y trata de mezclarse en una nueva escuela hasta que se den a conocer los resultados del concurso.

## Reparto
| Actor             | Personaje                  |
| ----------------- | -------------------------- |
| Joyce Hyser       | Terry Griffith             |
| Clayton Rohner    | Rick Morehouse             |
| Billy Jayne       | Buddy Griffith             |
| Toni Hudson       | Denise                     |
| William Zabka     | Greg Tolan                 |
| Leigh McCloskey   | Kevin                      |
| Sherilyn Fenn     | Sandy                      |
| Deborah Goodrich  | Deborah                    |
| Arye Gross        | Willie                     |
| Robert Fieldsteel | Phil                       |
| Stuart Charno     | Reptile                    |
| John Apicella     | Entrenador Mickey Morrison |
| Kenneth Tigar     | Sr. Raymaker               |
| Steven Basil      | Mark                       |